# Olympische Jugend-Sommerspiele 2014/Teilnehmer (Sri Lanka)
| Gelbes Symbol für Goldmedaillen mit stilisierten Olympischen Ringen | Graues Symbol für Silbermedaillen mit stilisierten Olympischen Ringen | Braundes Symbol für Bronzemedaillen mit stilisierten Olympischen Ringen |
| ------------------------------------------------------------------- | --------------------------------------------------------------------- | ----------------------------------------------------------------------- |
| —                                                                   | —                                                                     | —                                                                       |

Die Jugend-Olympiamannschaft aus Sri Lanka für die II. Olympischen Jugend-Sommerspiele vom 16. bis 28. August 2014 in Nanjing (Volksrepublik China) bestand aus neun Athleten.

## Athleten nach Sportarten

### Badminton
| Mädchen - Thilini Pramodika Einzel: 9. Platz Mixed: (mit Bernard Ong 9. Platz Singapur) | Jungen - S.P.D. Angoda Vidanalage Einzel: 9. Platz Mixed: Bronze (mit He Bingjiao Volksrepublik China) |

### Beachvolleyball
Jungen
- Chamika Sandaruwan Perera Mallawa Thanthrige
- Isuru Madushan Siddihaluge
17. Platz

### Leichtathletik
Jungen
- Anuradha Vidushanka Randunuge
400 m Hürden: 12. Platz
8 × 100 m Mixed: 42. Platz

### Rudern
Jungen
- Vishan Mario Gunatilleka
Einer: 22. Platz

### Schwimmen
| Mädchen - Machiko Suharmee Raheem 50 m Freistil: 23. Platz 100 m Freistil: 28. Platz | Jungen - Matthew Abeysinghe 100 m Freistil: 13. Platz 200 m Freistil: 15. Platz |

### Tennis
Jungen
- Sharmal Dissanayake
Einzel: 1. Runde
Doppel: 1. Runde (mit Pavle Rogan  Montenegro)
Mixed: 1. Runde (mit Ojasvinee Singh  Indien)